# Ефект присутності
Ефект присутності — якість журналістського твору (як текстового, так і аудіовізуального), яка полягає у відчутті реципієнтом свого власного реального спостереження за подіями, перебування на місці подій. Це прийом, який було введено нацистською пропагандою. До нього входять такі трюки, що повинні імітувати реальність. Постійно використовується під час репортажів «із місця бою», кримінальній хроніці.
Для створення «ефекту присутності» автор може поділитися з аудиторією власними враженнями, спостереженнями, описати внутрішні переживання, розповісти про думки та надати коментарі.
Ілюзія достовірності надзвичайно впливає на емоційне сприйняття і створює відчуття великої справжньості подій.
Цей прийом широко використовується в комерційній рекламі.